# Sân bay quốc tế Rafael Núñez
Sân bay quốc tế Rafael Núñez (IATA: CTG, ICAO: SKCG) là một cảng hàng không ở thành phố Cartagena, Colombia. Đây là sân bay lớn thứ 2 ở bờ biển Caribê, lớn nhất ở vùng này về số lượng khách thông qua.

## Các hãng hàng không và các tuyến điểm đến
Hiện có các hãng hàng không sau đang hoạt động tại sân bay này:

### Các tuyến quốc tế
- AIRES (Maracaibo, Oranjestad, Thành phố Panama, Willemstad)
- Avianca (Miami)
- Copa Holdings
  - AeroRepública (Thành phố Panama)
  - Copa Airlines (Thành phố Panama)
- Spirit Airlines (Fort Lauderdale)

### Các điểm đến nội địa
- Aerolínea de Antioquia (Montería, Medellín-Olaya Herrera)
- AeroRepública (Bogotá, đảo San Andrés)
- AIRES (Barranquilla, Medellín-Olaya Herrera, Montería, Valledupar)
- Avianca (Bogotá, Medellín-JMC, Pereira)
  - Avianca được cung ứng bởiSAM (Bogotá, Cali, đảo San Andrés)